# فلسفه فضا و زمان
فلسفهٔ فضا و زمان شاخه‌ای از فلسفه است که با مباحثی چون هستی‌شناسی، شناخت‌شناسی و ویژگی‌های فضا و زمان سر و کار دارد. هم چنان‌که این ایده‌ها از آغاز پیدایش فلسفهٔ فضا و زمان در زمرهٔ مباحث محوری آن بوده‌اند، در عین حال خود فلسفهٔ فضا و زمان الهام‌بخش دیدگاه کانونی فلسفه تحلیلی در دوران آغازینش بوده‌است. این دیدگاه کانونی بر پرسش‌هایی اساسی انگشت می‌گذارد؛ همانند این که آیا فضا و زمان به‌طور مستقل از ذهن ما وجود بیرونی دارند؟ آیا فضا و زمان به‌طور جداگانه از یکدیگر وجود دارند؟ چه چیزی سبب‌ساز جریان به ظاهر یک‌سویهٔ زمان است؟ آیا زمان‌های دیگری به جز زمان اکنون وجود دارد؟ و همچنین پرسش‌هایی دربارهٔ سرشت وجود (و به ویژه سرشت وجود در گذر زمان).

## دیدگاه‌های دوران باستان و قرون وسطا
کهن‌ترین اندیشه ثبت شده در فلسفه غربی دربارهٔ زمان، گفتاری از پتاهوتپ (سده‌های ۲۶۵۰-۲۶۰۰ پیش از میلاد) اندیشمند مصر باستان است که می‌گوید: «هنگامه‌ی برآوردن خواستی (میلی) که از پی می‌آید را از دست نده، چرا که هرز دادن زمان، نفرینی برای روح است.». وداها، کهن‌ترین نوشته‌های فلسفه هندی و آیین هندو که پیشینهٔ آن به پایان هزاره دوم (پیش از میلاد) می‌رسد، شرحی از کیهان‌شناسی هندو می‌دهد که در آن کیهان چرخه‌های پیوسته‌ای از آفرینش، نابودی، و نوزایی را از سر می‌گذراند. چرخه‌هایی که هر کدام ۴،۳۲۰،۰۰۰ سال به درازا می‌کشد. فیلسوفان یونان باستان، کسانی چون پارمنیدس و هراکلیتوس، مطالبی دربارهٔ سرشت زمان نوشته‌اند.
اینکاها فضا و زمان را پنداره‌ای یگانه دانسته و آن را پاچا (در زبان کچوا: pacha و در زبان آیمارا: pacha) می‌نامیدند.
افلاطون در کتاب تیمائوس زمان را به عنوان مدت زمان حرکت تن‌های آسمانی و فضا را به عنوان جایی که چیزها به هستی در می‌آیند تعریف می‌کند. ارسطو در کتاب چهارم طبیعیات (فیزیک) زمان را به عنوان شمار دگرگونی‌ها نسبت به پیش و پس از دگرگونی و مکان یک جسم را به عنوان درونی‌ترین محدودهٔ بدون حرکتی که آن جسم را در بر می‌گیرد تعریف می‌کند.
در کتاب یازدهم اعترافات آگوستین قدیس، او به اندیشه‌ورزی دربارهٔ سرشت زمان پرداخته و می‌پرسد: «پس آنگاه زمان چیست؟ اگر کسی از من نپرسد، می‌دانم. و اگر بخواهم آن را برای کسی که پرسیده شرح دهم، چیزی (درباره‌اش) نمی‌دانم.» او در تعریف خود از زمان، به جای پرداختن به آنچه که زمان هست، شرح می‌دهد که زمان چه چیزی نیست.

## ساختار فضا-زمان
همانند فلسفه فیزیک، کاوش دربارهٔ ساختار فضا-زمان سازندهٔ بخش بزرگی از جستارهای فلسفه فضا و زمان بوده‌است. این جستارها آمیزه‌ای است که از کشمکش‌های تاریخی مطلق‌گرایی و قراردادگرایی تا بازاندیشی‌هایی بر پایهٔ دستگاه فنی نظریه نسبیت عام (گرانشی) را در بر می‌گیرد. آنچه در ادامه می‌آید فهرست کوتاهی از همین جستارهاست.

### نسبیت همزمانی
بر پایهٔ نظریه نسبیت خاص هر نقطه‌ای در پهنه کیهان می‌تواند در بر دارندهٔ رویدادهای ویژه و جداگانه‌ای باشد که برسازندهٔ لحظه اکنونش هستند. در قضیه ریجیک-پوتنام از همین نهاده بهره گرفته شد تا نشان داده شود نظریه نسبیت کیهان فروبسته‌ای را پیش‌بینی می‌کند که رویدادهایش در میان بعدهای چهارگانه بر جای مانده و از آن فراتر نمی‌روند.

## دوگانگی‌ها
الگوهای نظریه میدان‌های کوانتومی نشان داده‌اند که نظریه‌هایی همچون تناظر ای‌دی‌اس/سی‌اف‌تی (دوگانگی پیمانه/گرانش) یا دوگانگی تی (T-duality) که در دو پس‌زمینهٔ فضا-زمانی جداگانه جای دارند، می‌توانند همسان باشند.